# Hannibal Lecter : Les Origines du mal
Pour les articles homonymes, voir Hannibal Lecter : Les Origines du mal (homonymie).
Hannibal Lecter : Les Origines du mal (titre original : Hannibal Rising) est un roman policier de Thomas Harris, qui retrace la jeunesse du personnage de fiction Hannibal Lecter.
Dans les précédents romans de T. Harris (Le Silence des agneaux, Dragon rouge et Hannibal), les lecteurs apprennent que le Dr Lecter a vu sa famille entière massacrée durant la Seconde Guerre mondiale en Europe de l'Est, sans connaître les détails de ces événements et le développement du personnage principal.
Le roman est paru le 5 décembre 2006 aux États-Unis et le 9 février 2007 en Europe, dont en France sous le titre Hannibal Lecter : Les Origines du mal.

## Description
Le roman débute en 1941, Hannibal Lecter a alors huit ans. À cette époque, il vit en Lituanie au château Lecter, fondé par son aïeul. Lors de l'opération Barbarossa, l'invasion de l'Union soviétique décidée par Adolf Hitler met la région Baltique dans une situation sanglante, celle-ci devenant la ligne de front de la Seconde Guerre mondiale. Hannibal, sa sœur Mischa, ses parents ainsi que quelques suivants partent se cacher dans la cabane de chasse du château, située dans la forêt, afin d'éviter de tomber entre les mains des troupes allemandes.
Trois ans plus tard, les nazis sont enfin repoussés du pays, occupé ensuite par les soviétiques. Durant leur fuite, cependant, les Allemands détruisent, par voies aériennes, un char soviétique qui s'était arrêté au domaine des Lecter pour demander de l'eau. L'explosion tue tout le monde sauf Hannibal et sa sœur Mischa, qui deviennent de fait orphelins. Ils survivent dans la cabane de chasse jusqu'à ce que six anciens militaires lituaniens, menés par un collaborateur du régime nazi nommé Vladis Grutas, s'établissent au même endroit pour voler des trésors de guerre tout en se faisant passer pour la Croix-Rouge. 
À la suite de leur établissement dans la cabane, ne trouvant aucune nourriture, les soldats tuent et mangent un jeune garçon qu'ils avaient capturé et gardé enchaîné. Par la suite, la jeune Mischa, au grand désespoir d'Hannibal, se voit emmenée de force vers la baignoire servant à cuire la nourriture. Elle est suspendue dans les airs par un bras et hurle le nom de son frère, qui ne peut malheureusement rien faire pour l'aider. Vladis Grutas, le meneur du groupe, se charge de mettre fin à la vie de Mischa en se servant d'une hache. C'est à ce moment-là que quelque chose se brise en Hannibal. Plus tard, il apprendra que le repas mangé le soir même, préparé par les Allemands, était composé de la chair de sa sœur et qu'il en avait mangé à son insu. 
Le jeune Hannibal est ensuite sauvé puis envoyé au château Lecter, reconverti en orphelinat après la guerre, où il vit replié sur lui-même, n'adressant la parole à personne. Finalement, à ses 13 ans il est adopté par son oncle, le comte Robert Lecter, et sa femme, une Japonaise, dame Murasaki. Plus tard, son oncle perd la vie à la suite d'une violente querelle engendrée par les propos racistes que Paul Momund, le boucher du village, tient à l'égard de dame Murasaki. Ce dernier devient la première victime d'Hannibal, à titre de vengeance. 
Par la suite, Hannibal part avec dame Murasaki à Paris, où il étudiera la médecine. A présent adulte et indépendant, il parvient à retrouver la trace de ses bourreaux de guerre –Vladis Grutas et ses compagnons– et venge la mort de sa sœur : il s'adonne pour la première fois au cannibalisme. Il finit par attirer l'attention d'un inspecteur de police français, Pascal Popil.

## Commentaires
Le personnage d'Hannibal est ici considéré par plusieurs fans comme assez éloigné de ce qui est dépeint dans les autres œuvres et particulièrement dans le Silence des agneaux. Il ne tue pas encore froidement comme dans les autres opus pour la beauté de l'art et le respect de la politesse, mais pour venger sa sœur. Il est surtout très intelligent et très assoiffé de vengeance jusqu'à manger ses victimes.
Par ailleurs, le masque guerrier dont est doté l'armure de l'ancêtre samouraï de dame Murasaki, qui sera essayé avec fascination par Hannibal peu de temps avant que celui-ci ne décapite Paul Momond avec le katana du même ancêtre, qu'il aura subtilisé et soigneusement nettoyé, ressemble fortement aux masques dont il sera muni par la suite dans les autres films, notamment grâce aux trois petites tiges protégeant la bouche.

## Adaptation cinématographique
Le roman a été adapté en film en 2007.

## TétralogieHannibal Lecter
- Hannibal Lecter : Les Origines du mal (Hannibal Rising, 2006) (publié postérieurement mais premier livre de la série)
- Dragon Rouge (Red Dragon, 1981)
- Le Silence des agneaux (Silence of the Lambs, 1988)
- Hannibal (Hannibal , 1999)